# Vital Šyšov
Vital Šyšov (1995, Rečyca – 2. srpna 2021, Kyjev) byl běloruský aktivista, ředitel nevládní organizace Běloruský dům na Ukrajině. Tato organizace pomáhá Bělorusům prchajícím před autoritářským režimem prezidenta Alexandra Lukašenka.

## Život na Ukrajině
Vital Šyšov se rozhodl opustit Bělorusko v roce 2020 poté, co bezpečnostní síly začaly potlačovat protesty, které vypukly po prezidentských volbách v srpnu téhož roku a údajném dalším vítězství prezidenta Lukašenka. Byl ředitelem nevládní organizace Běloruský dům na Ukrajině, která uprchlíkům z Běloruska pomáhá hledat ubytování, práci a poskytuje jim právní rady. Věnoval se ale také mapování sítě agentů běloruské KGB na Ukrajině.
Dne 2. srpna 2021 si šel v Kyjevě zaběhat a už se nevrátil. Následujícího dne byl v jednom z městských parků nedaleko svého bydliště nalezen oběšený. Ukrajinská policie začala případ vyšetřovat jako úkladnou vraždu. Na jeho těle byly nalezeny odřeniny, a to na horním rtu, nose, koleně a hrudníku. Policejní prezident Ihor Klymenko uvedl, že taková zranění jsou charakteristická pro jednorázový pád.
Organizace Běloruský dům Šyšovovu smrt označila za likvidaci. Její pracovníci jsou přesvědčeni, že režim jej považoval za nebezpečného, a jeho smrt tak mají na svědomí příslušníci tajné služby. Od chvíle, kdy opustil Bělorusko, se podle nich Šyšov cítil stále sledován.
Den poté, co bylo nalezeno Šyšovovo tělo, nařídil ukrajinský prezident Volodymyr Zelenskyj bezpečnostním složkám země, aby perzekvovaným běloruským uprchlíkům zajistily potřebnou ochranu.
Nejde o první případ nálezu oběšeného běloruského kritika Lukašenkova režimu. V roce 2020 byl v lese u Minsku nalezen oběšený 28letý Nikita Kryvcov, který organizoval demonstrace proti Lukašenkovi ve městě Maladzečna. V roce 2010 byl nalezen oběšený protirežimní aktivista Oleg Bebenin, zakladatel zpravodajského webu Charta97.